# Ступови
Ступови је насељено мјесто у граду Подгорици у Црној Гори. Према попису из 2023. није било становника.

## Географија
Насеље се састоји од 7 заселака:
- Крушевице
- Мали Ступ
- Вељи Ступ
- Трупа поток
- Јасика
- Суводо
- Завратска присоја

Ступови су релативно младо село без података о даљој прошлости. Ту је у 19. вијеку отворено мјесто веома погодно за њиве и ливаде. Дјелови Ступова, као главна топографска имена, могу се означити као Мали Ступ, Велики Ступ и Крушевице. На сјевероисточној страни налази се стјеновито брдо Обруч или Греда. Ту је и Манојлова пећина, прозвана овако, како кажу, по Манојлу Лашићу, који се ту скривао са браћом у доба борбе са Турцима. Изнад Греде је брдо Момчеле. На сјеверној страни Ступова је брдо или село Јасика, чије име долази од дрвета јасика. На западу села су Платије, велике и стјеновите стране са ријетком шумом, односно брдо Сиљевик са надморском висином од 1459 м и врхом Вилино Коло. У Ступовима преоваладавају шуме букве, а могу се наћи и мјешовите шуме букве и јеле. Надморска висина је 1039м. Такође у близини овог села налази се село Ножица, или како људи кажу Ножица-Васова столица, са црквом Светог Архангела Михаила.
Списак надморских висина брда, греда, високих пашњака:
- Пајковци 1.369м н/в
- Греде 1.200м н/в

Село има поглед и на врхове који припадају сусједним Братоножићима и Морачанима односно
- Сиљевик са врхом Вилино Коло 1.459м н/в
- Злићев врх 1.414м н/в

## Флора и Фауна
Клима је планинска, са буковом шумом. У кршевитим брдима, могуће је видети и дивљу козу на стенама, затим у шумама медведа, вука итд. Од птица, присутне су крештавица, соко, сјеница, соба, кос, гавран и кукавица. Често се може видети и орао. Гаје се краве, овце, козе и коњи.
Расту ређе биљке као љутић, пузава камењарка, бледа детелина, хајдучица, папучица, ранилист...
Од шумских плодова у Лијевој Ријеци највише има боровница, купина, малина, јагода, шипурка, рибизле камењарке, планинске рибизле али и велики број гљива, пре свих, вргањ и лисичарка, док се ређе среће срчак.

## Демографија
У насељу Ступови живи 60 пунолетних становника, а просечна старост становништва износи 49,0 година (48,8 код мушкараца и 49,2 код жена). У насељу има 27 домаћинстава, а просечан број чланова по домаћинству је 2,48.
У Ступовима живе следећа братства:
- Мујовићи
- Лакушићи
- Миликићи
- Дујовићи

За Васојевиће важи највеће српско племе, па тако и у Ступовима највише има Срба.
|  |

| Демографија | Демографија | Демографија |
| Година      | Становника  | Становника  |
| ----------- | ----------- | ----------- |
|             |             |             |
|             |             |             |
|             |             |             |
|             |             |             |
| 1948.       | 237         |             |
| 1953.       | 267         |             |
| 1961.       | 270         |             |
| 1971.       | 203         |             |
| 1981.       | 151         |             |
| 1991.       | 72          | 72          |
| 2003.       | 68          | 67          |
| 2011.       |             | 17          |

| Етнички састав према попису из 2011.‍ | Етнички састав према попису из 2011.‍ | Етнички састав према попису из 2011.‍ | Етнички састав према попису из 2011.‍ | Етнички састав према попису из 2011.‍ |
| ------------------------------------ | ------------------------------------ | ------------------------------------ | ------------------------------------ | ------------------------------------ |
|                                      |                                      |                                      |                                      |                                      |
| Срби                                 | Срби                                 |                                      | 12                                   | 70,59%                               |
| непознато                            | непознато                            |                                      | 5                                    | 29,41%                               |

| Етнички састав према попису из 2003.‍ | Етнички састав према попису из 2003.‍ | Етнички састав према попису из 2003.‍ | Етнички састав према попису из 2003.‍ | Етнички састав према попису из 2003.‍ |
| ------------------------------------ | ------------------------------------ | ------------------------------------ | ------------------------------------ | ------------------------------------ |
|                                      |                                      |                                      |                                      |                                      |
| Црногорци                            | Црногорци                            |                                      | 30                                   | 44,77%                               |
| Срби                                 | Срби                                 |                                      | 28                                   | 41,79%                               |

| Година пописа     | 1948. | 1953. | 1961. | 1971. | 1981. | 1991. | 2003. |
| ----------------- | ----- | ----- | ----- | ----- | ----- | ----- | ----- |
| Број домаћинстава | 57    | 55    | 55    | 47    | 29    | 21    | 27    |

| Број чланова      | 1  | 2 | 3 | 4 | 5 | 6 | 7 | 8 | 9 | 10 и више | Просек |
| ----------------- | -- | - | - | - | - | - | - | - | - | --------- | ------ |
| Број домаћинстава | 27 | 9 | 6 | 8 | 1 | 0 | 3 | 0 | 0 | 0         | 0      |

| Пол    | Укупно | Неожењен/Неудата | Ожењен/Удата | Удовац/Удовица | Разведен/Разведена | Непознато |
| ------ | ------ | ---------------- | ------------ | -------------- | ------------------ | --------- |
| Мушки  | 28     | 11               | 15           | 2              | 0                  | 0         |
| Женски | 34     | 13               | 15           | 4              | 2                  | 0         |
| УКУПНО | 62     | 24               | 30           | 6              | 2                  | 0         |

| Пол    | Укупно                    | Пољопривреда, лов и шумарство | Рибарство                            | Вађење руде и камена | Прерађивачка индустрија       |
| ------ | ------------------------- | ----------------------------- | ------------------------------------ | -------------------- | ----------------------------- |
| Мушки  | 9                         | 4                             | 0                                    | 0                    | 0                             |
| Женски | 9                         | 7                             | 0                                    | 0                    | 1                             |
| УКУПНО | 18                        | 11                            | 0                                    | 0                    | 1                             |
| Пол    | Производња и снабдевање   | Грађевинарство                | Трговина                             | Хотели и ресторани   | Саобраћај, складиштење и везе |
| Мушки  | 0                         | 2                             | 0                                    | 0                    | 2                             |
| Женски | 0                         | 0                             | 1                                    | 0                    | 0                             |
| УКУПНО | 0                         | 2                             | 1                                    | 0                    | 2                             |
| Пол    | Финансијско посредовање   | Некретнине                    | Државна управа и одбрана             | Образовање           | Здравствени и социјални рад   |
| Мушки  | 0                         | 0                             | 0                                    | 1                    | 0                             |
| Женски | 0                         | 0                             | 0                                    | 0                    | 0                             |
| УКУПНО | 0                         | 0                             | 0                                    | 1                    | 0                             |
| Пол    | Остале услужне активности | Приватна домаћинства          | Екстериторијалне организације и тела | Непознато            | Непознато                     |
| Мушки  | 0                         | 0                             | 0                                    | 0                    | 0                             |
| Женски | 0                         | 0                             | 0                                    | 0                    | 0                             |
| УКУПНО | 0                         | 0                             | 0                                    | 0                    | 0                             |